# إمبراطورية الأكاذيب
إمبراطورية الأكاذيب (بالإسبانية: Imperio de mentiras)‏ هو مسلسل تلفزيوني مكسيكي مبني على أحداث المسلسل التركي العشق الأسود تم بثه على قناة النجوم.

## قصة المسلسل
تدور القصة حول ضابط شرطة متواضع وصادق يدعى «ليوناردو»، وامرأة شابة من عائلة ثرية تدعى «إليسا»، يقعان في حب بعضهما. بعد مقتل والد «إليسا» وخطيبة الشرطي السابقة «جوليا» في ظروف غريبة، يحقق الزوجان في الوفاة الغامضة لاكتشاف الحقيقة. يكتشفون معًا أسرارًا قوية لعالم الفساد الذي لم يعرفوه.

## إنتاج
بدأ تصوير المسلسل في 2 مارس 2020، وتم تعليقه في 27 مارس بسبب وباء كوفيد-19. وعاد في 16 يونيو بعد إجراءات النظافة والمسافة. في 13 أغسطس، أصدرت أنجيليك بوير أول مقطع دعائي لأوبرا الصابون من خلال حسابها الشخصي على إنستغرام. في 14 سبتمبر، بدأ عرضه في المكسيك وفي 21 سبتمبر في الولايات المتحدة. في 23 أكتوبر، تم إيقاف التصوير مرة أخرى بسبب إصابة بطل الرواية أندريس بالاسيوس بكوفيد-19. صور آخر مشاهد الدراما يوم 24 نوفمبر وفي 17 يناير 2021 تم بث الحلقة الأخيرة.

## نسخة أخرى
"العشق الأسود"، سلسلة الدراما التركية عام 2014، بطولة إنجين أكيوريك و توبا بويوكستون.